# 庫瓦瓜島

庫瓦瓜島（西班牙語：Isla de Cubagua）是委內瑞拉的島嶼，位於加勒比海，屬於背風安的列斯群島的一部分，由新埃斯帕塔州負責管轄，長9.2公里、寬3.6公里，面積22.438平方公里，最高點海拔高度32米，2007年人口51。
10°49′08″N 64°10′57″W / 10.81889°N 64.18250°W

## 外部連結
- Information about Cubagua Island (Spanish)
- detailed map (Geology) （页面存档备份，存于）
- nautical description （页面存档备份，存于）